# Nicole Randall Johnson
Nicole Randall Johnson (Los Angeles, 9 de dezembro de 1973 (51 anos) é uma atriz americana mais conhecida por ter feito parte do elenco do MADtv.